# Фінал WTA 2023, одиночний розряд
Іга Свйонтек виграла завершальний тунір 2023 року, здолавши в фіналі Джессіку Пегулу з рахунком 6–1, 6–0. Свйонтек упродавж турніру не програла жодного матчу, уперше відтоді як таке зробила Еліна Світоліна у 2018-му.
Більш того вона не прогала в турнірі жодного сету, востаннє таке вдавалося  Серені Вільямс у 2012-му. Упродовж усього турніру Свйонтек віддала всього  20 геймів, менше ніж будь-хто, відколи коловий формат повернувся в 2003-му. Вигравши титул, Свйонтек повернула собі право називатися першою ракеткою світу, яке вона було віддала  Орині Соболенко. Це був перший завершальний турнір року з 1988-го, в якому обидві фіналістки не програли жодного сету на шляху до фіналу.
Минулорічна чемпіонка Каролін Гарсія цього року не відібралася. Не грала взагалі жодна з минулих чемпіонок, що гарантувало нову переможницю.
Олена Рибакіна та Маркета Вондроушова дебютували в турнірі; обидві не вийшли з групи. Кароліна Мухова теж могла дебютувати, але знялася через травму зап'ястя;  її замінила Марія Саккарі.
Пегула стала першою тенісисткою, що зустрілася упродовж турніру  з 1, 2,  3, та 4 номером рейтингу, відколи його запровадили в 1975-му.

## Сіяні
1. Орина Соболенко (півфінал)
2. Іга Свйонтек (Чемпіонка)
3. Коко Гофф (півфінал)
4. Олена Рибакіна (група)
5. Джессіка Пегула (фінал)
6. Унс Джабір (група)
7. Маркета Вондроушова (група)
8. Марія Саккарі (група)

## Запасні
1. Барбора Крейчикова (не грала)

## Сітка

### Легенда
| - Q = Кваліфаєр - WC = Вайлд-кард - LL = Щасливий лузер | - Alt = Заміна - SE = Виняток - PR = Захищений рейтинг | - w/o = Без гри - r = Зняття - d = Присуджено перемогу |

### Фінальна частина
|  | Півфінали | Півфінали       | Півфінали    | Півфінали | Півфінали |                 |                 | Фінал | Фінал | Фінал | Фінал | Фінал |
|  |           |                 |              |           |           |                 |                 |       |       |       |       |       |
|  | 5         | Джессіка Пегула | 6            | 6         |           |                 |                 |       |       |       |       |       |
|  | 3         | Коко Гофф       | 2            | 1         |           |                 |                 |       |       |       |       |       |
|  | 3         | Коко Гофф       | 2            | 1         |           | 5               | Джессіка Пегула | 1     | 0     |       |       |       |
|  |           |                 |              |           |           | 5               | Джессіка Пегула | 1     | 0     |       |       |       |
|  |           | 2               | Іга Свйонтек | 6         | 6         |                 |                 |       |       |       |       |       |
|  | 1         | 2               | Іга Свйонтек | 6         | 6         | Орина Соболенко | 3               | 2     |       |       |       |       |
|  | 1         |                 |              |           |           | Орина Соболенко | 3               | 2     |       |       |       |       |
|  | 2         | Іга Свйонтек    | 6            | 6         |           |                 |                 |       |       |       |       |       |

### Група Бакалар
|   |                 | Соболенко     | Рибакіна                | Пегула   | Саккарі                 | В–П | Сети В–П | Гейми В–П | Місце |
| 1 | Орина Соболенко |               | 6–2, 3–6, 6–3           | 4–6, 3–6 | 6–0, 6–1                | 2–1 | 4-3      | 34-24     | 2     |
| 4 | Олена Рибакіна  | 2–6, 6–3, 3–6 |                         | 5–7, 2–6 | 6–0, 6–7(4–7), 7–6(7–2) | 1–2 | 3-5      | 37-41     | 3     |
| 5 | Джессіка Пегула | 6–4, 6–3      | 7–5, 6–2                |          | 6–3, 6–2                | 3–0 | 6-0      | 37-19     | 1     |
| 8 | Марія Саккарі   | 0–6, 1–6      | 0–6, 7–6(7–4), 6–7(2–7) | 3–6, 2–6 |                         | 0–3 | 1-6      | 19-43     | 4     |

### Група Четумаль
|   |                     | Свйонтек      | Гофф               | Джабір   | Вондроушова        | В–П | Сети В–П | Гейми В–П | Місце |
| 2 | Іга Свйонтек        |               | 6–0, 7–5           | 6–1, 6–2 | 7–6(7–3), 6–0      | 3–0 | 6-0      | 38-14     | 1     |
| 3 | Коко Гофф           | 0–6, 5–7      |                    | 6–0, 6–1 | 5–7, 7–6(7–4), 6–3 | 2–1 | 4-3      | 35-30     | 2     |
| 6 | Унс Джабір          | 1–6, 2–6      | 0–6, 1–6           |          | 6–4, 6–3           | 1–2 | 2-4      | 16-31     | 3     |
| 7 | Маркета Вондроушова | 6–7(3–7), 0–6 | 7–5, 6–7(4–7), 3–6 | 4–6, 3–6 |                    | 0–3 | 1-6      | 29-43     | 4     |